# Công nghiệp trò chơi điện tử

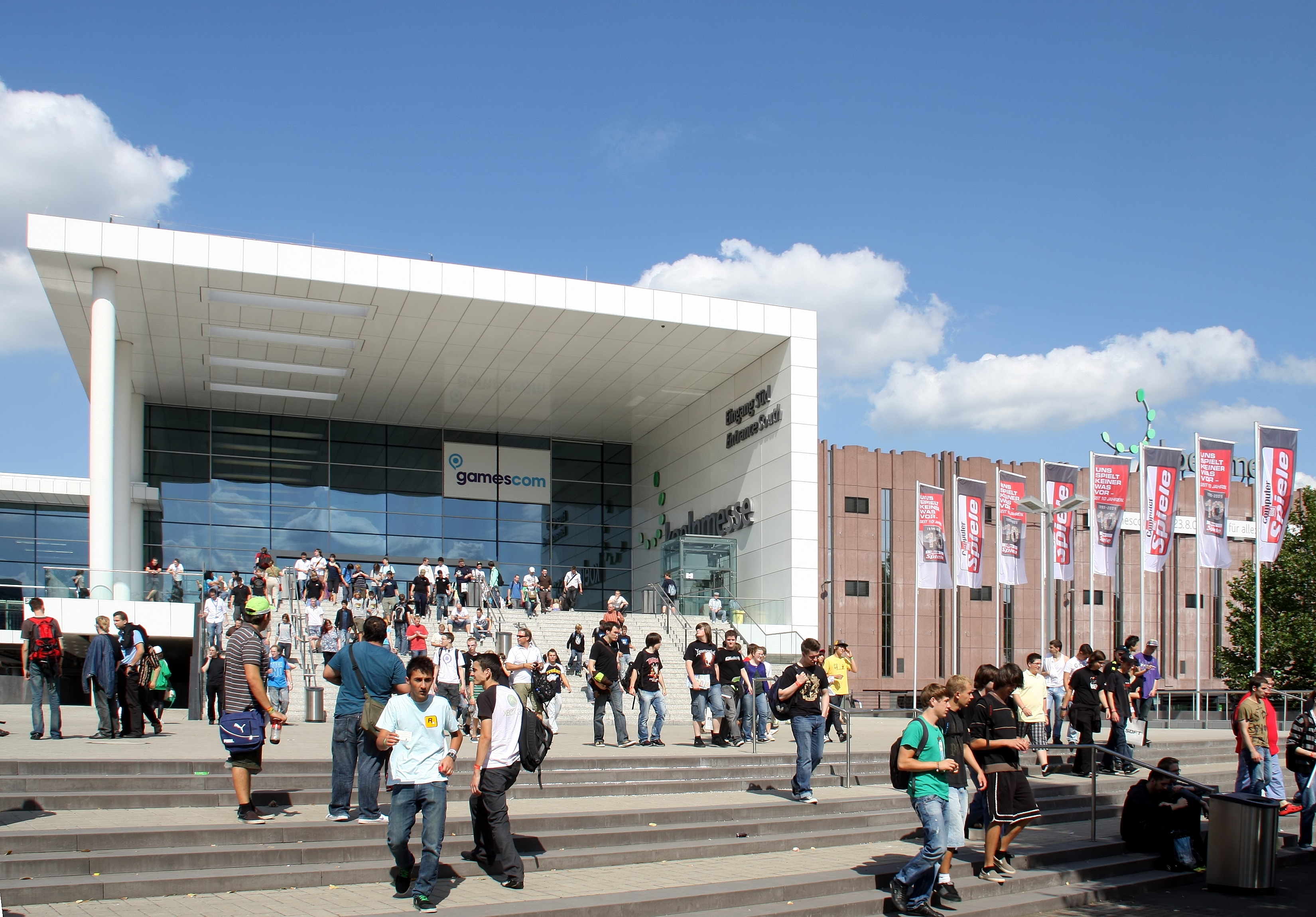
Công nghiệp trò chơi điện tử

Công nghiệp trò chơi điện tử là lĩnh vực kinh tế liên quan đến việc phát triển, tiếp thị và kiếm tiền từ các trò chơi video. Nó bao gồm hàng chục ngành nghề và các bộ phận cấu thành của nó sử dụng hàng ngàn người trên toàn thế giới.

## Tổng quát
Ngành công nghiệp trò chơi video đã phát triển từ các thị trường tập trung đến thị trường chính thống.   Ngành này có doanh thu 9,5 tỷ USD tại Mỹ vào năm 2007, 11,7 tỷ trong năm 2008, và 25,1 tỷ USD trong năm 2010 (báo cáo thường niên của ESA).
Máy tính cá nhân hiện đại có nhiều tiến bộ và đổi mới cho ngành công nghiệp trò chơi: card âm thanh, card đồ họa và máy gia tốc đồ họa 3D, CPU nhanh hơn và bộ đồng xử lý chuyên dụng như PhysX là một vài trong số những cải tiến đáng chú ý.
Card âm thanh được phát triển để bổ sung âm thanh chất lượng kỹ thuật số cho các trò chơi và chỉ sau đó chúng mới được cải thiện cho âm nhạc và audiophiles. Ban đầu, card đồ họa được phát triển tạo ra nhiều màu sắc hơn. Sau đó, card đồ họa đã được phát triển phục vụ giao diện người dùng đồ họa (GUI) và trò chơi; GUI đã thúc đẩy nhu cầu về độ phân giải cao và các trò chơi bắt đầu sử dụng khả năng tăng tốc 3D. Chúng cũng là một trong những phần cứng duy nhất cho phép nhiều kết nối (như với thẻ đồ họa SLI hoặc CrossFire). CD-ROM và DVD-ROM được phát triển để phân phối rộng rãi các phương tiện truyền thông nói chung; tuy nhiên, khả năng lưu trữ nhiều thông tin hơn trên các phương tiện truyền thông rẻ tiền, dễ phân phối đã trở thành công cụ thúc đẩy chúng có tốc độ ngày càng cao.

## Phạm vi của ngành công nghiệp trò chơi điện tử
Ben Sawyer của Digitalmill nhận xét rằng chuỗi giá trị của ngành công nghiệp trò chơi được tạo thành từ sáu lớp kết nối phân biệt:
1. Lớp vốn và xuất bản: tham gia vào việc trả tiền để phát triển các tiêu đề mới và tìm kiếm lợi nhuận thông qua việc cấp phép cho các tiêu đề.
2. Lớp sản phẩm và tài năng: bao gồm các nhà phát triển, nhà thiết kế và nghệ sĩ, những người có thể làm việc theo hợp đồng cá nhân hoặc là một phần của các nhóm phát triển nội bộ.
3. Lớp sản xuất và công cụ: tạo các công cụ sản xuất nội dung, phần mềm trung gian phát triển trò chơi, công cụ trò chơi có thể tùy chỉnh và công cụ quản lý sản xuất.
4. Lớp phân phối: hoặc "xuất bản", liên quan đến việc tạo và tiếp thị danh mục trò chơi để phân phối trực tuyến và bán lẻ.
5. Lớp phần cứng (hoặc máy ảo hoặc nền tảng phần mềm): hoặc nhà cung cấp nền tảng cơ bản, có thể dựa trên bảng điều khiển, được truy cập qua phương tiện trực tuyến hoặc truy cập qua các thiết bị di động như điện thoại thông minh. Lớp này hiện bao gồm cơ sở hạ tầng mạng và các nền tảng không phải phần cứng như máy ảo (ví dụ: Java hoặc Flash) hoặc các nền tảng phần mềm như trình duyệt hoặc thậm chí xa hơn Facebook, v.v...
6. Lớp người dùng cuối: hoặc người dùng/người chơi trò chơi.[3]

Năm 2017 tại Hoa Kỳ, đại diện cho khoảng một phần ba thị trường trò chơi video toàn cầu, Hiệp hội Phần mềm Giải trí ước tính có hơn 2.300 công ty phát triển và hơn 525 công ty xuất bản (bao gồm cả những công ty liên quan đến sản xuất phần cứng và phần mềm, nhà cung cấp dịch vụ và nhà phân phối). Các công ty này trong tổng số có gần 66.000 lao động làm việc trực tiếp. Khi bao gồm việc làm gián tiếp, chẳng hạn như nhà phát triển sử dụng dịch vụ của gói thiết kế đồ họa từ một công ty khác, tổng số nhân viên tham gia vào ngành công nghiệp trò chơi video tăng lên đến hơn 220.000 người.

## Các ngành con
Ngành công nghiệp trò chơi sử dụng những người có kinh nghiệm trong các doanh nghiệp truyền thống khác, nhưng một số người có kinh nghiệm phù hợp với ngành công nghiệp trò chơi. Một số ngành học dành riêng cho ngành công nghiệp trò chơi bao gồm: lập trình trò chơi, nhà thiết kế trò chơi, nhà thiết kế cấp độ, nhà sản xuất trò chơi, nghệ sĩ trò chơi và người thử nghiệm trò chơi. Hầu hết các chuyên gia này được tuyển dụng bởi các nhà phát triển trò chơi video hoặc nhà xuất bản trò chơi video. Tuy nhiên, nhiều người có sở thích cũng sản xuất trò chơi máy tính và bán chúng với mục đích thương mại.   nhà phát triển và nhà xuất bản trò chơi đôi khi sử dụng những người có kinh nghiệm sâu rộng hoặc lâu dài trong cộng đồng mod.

## Lịch sử
Trước những năm 1970, không có khía cạnh thương mại đáng kể nào của ngành công nghiệp trò chơi điện tử, nhưng nhiều tiến bộ trong điện toán sẽ tạo tiền đề cho sự ra đời của ngành công nghiệp này.
Nhiều máy trò chơi dựa trên máy tính tương tác có sẵn công khai sớm được sử dụng hoặc các cơ chế khác để bắt chước màn hình; về mặt kỹ thuật không phải là "trò chơi điện tử", chúng có các yếu tố tương tác giữa người chơi và máy. Một số ví dụ trong số này bao gồm "Nimatron" năm 1940, một thiết bị chơi Nim dựa trên rơle điện từ được thiết kế bởi Edward Condon và được Westinghouse Electric chế tạo cho Hội chợ Thế giới New York, Bertie the Brain, một trò chơi arcade của tic-tac -toe, được Josef Kates lập trình cho Triển lãm quốc gia Canada năm 1950, và Nimrod được công ty kỹ thuật Ferranti tạo ra cho Lễ hội Anh năm 1951,
Sự phát triển của ống tia cathode - công nghệ cốt lõi đằng sau tivi đã tạo ra một số trò chơi video thực sự đầu tiên. Năm 1947 Thomas T. Goldsmith Jr. và Estle Ray Mann đã nộp bằng sáng chế cho một "thiết bị giải trí ống tia âm cực". Trò chơi của họ, sử dụng ống tia âm cực được nối với màn hình dao động, thách thức người chơi bắn súng vào mục tiêu.
Giữa những năm 1950 và 1960, với các máy tính máy tính lớn có sẵn cho các trường đại học, sinh viên và những người khác bắt đầu phát triển các trò chơi có thể chơi tại các thiết bị đầu cuối truy cập vào máy tính lớn. Một trong những ví dụ đầu tiên được biết đến là Spacewar!, được phát triển bởi các nhân viên của Harvard và MIT Martin Graetz, Steve Russell và Wayne Wiitanen. Việc giới thiệu các ngôn ngữ dễ lập trình như BASIC cho các máy tính lớn cho phép phát triển các trò chơi đơn giản hơn.